# Un jour d'hiver, dans un aéroport
 (décembre 2008).

Titre d'album factice pour l'album inachevé Un jour d'hiver, dans un aéroport.

Un jour d'hiver, dans un aéroport est un album inachevé des Aventures de Tintin.

## Historique
En 1973, lors d'une escale à l'aéroport de Rome-Fiumicino, Hergé a l'idée de la thématique d'un nouvel album de Tintin. Il commence à imaginer les contours de l'histoire, trois ans plus tard, lorsque l'album Tintin et les Picaros est achevé. À l'instar de l'album Les Bijoux de la Castafiore qui se déroule uniquement au Château de Moulinsart et ses proches alentours, l'intégralité de l'intrigue de ce projet se déroule dans une aérogare et Hergé se contraint à deux principes :
- Le lecteur doit pouvoir ouvrir l'album à n'importe quelle page et poursuivre le récit jusqu'à la dernière, récit qui reprend au début de la première page.
- Il ne se passe rien dans cet album. Chaque fois que le lecteur croit que l'action va démarrer, il s'agit d'une méprise.

Pendant plusieurs années, Hergé explore plusieurs pistes et notamment l'idée que Tintin y croise une multitude de personnages rencontrés dans les albums précédents : l'émir Ben Kalish Ezab, R.W. Chicklet, la Castafiore, Séraphin Lampion, le général Alcazar, les Dupondt, le professeur Tournesol, Nestor, le PDG des Whisky Loch Lomond, Bunji Kuraki (le détective du Crabe aux pinces d'or), Abdallah et même le maharadjah de Gopal, personnage évoqué dans Les Bijoux de la Castafiore mais qui provient surtout des Aventures de Jo, Zette et Jocko. Cependant, la charge de travail est phénoménale. Découragé, Hergé abandonne et décide de s'atteler à une tout autre histoire, en conservant certaines idées du projet et notamment le fait que le capitaine Haddock se met à peindre, court les expositions et s'entiche d'un certain Ramo Nash, créateur de l'Alph-art.

## Projet
Yves Rodier avait prévu de terminer cet album aussitôt sa version de L'Alph-Art terminée. Cependant, devant l'accueil réservé à celle-ci par les ayants droit d'Hergé, il mit un terme à ce projet. Seuls quelques croquis et une page encrée ont survécu.